# Пропаганда в СССР
Сове́тская пропага́нда — пропаганда, осуществлявшаяся органами, подчинёнными отделу агитации и пропаганды ВКП(б) (в дальнейшем КПСС) под строгой цензурой.
Пропаганда в СССР проводилась целенаправленно и централизованно под руководством ВКП(б) (в дальнейшем КПСС) и официально называлась идеологической работой, просвещением масс и тому подобным.
В основе советской пропаганды лежала идеология марксизма-ленинизма. Она имела важнейшее значение с самого начала существования советского коммунистического режима. Характер пропаганды менялся по мере исторического развития СССР. Пропаганда велась через средства массовой информации, книги, кинофильмы, театральные постановки, произведения изобразительного искусства. Она оставила после себя соответствующее советское культурное наследие.

## Характеристика
К началу 1920-х годов в СССР установилась система надзирательных органов в области агитации и пропаганды. Высшей идеологической организацией, под контролем которой находилась вся культурная сфера, стал соответствующий отдел ЦК РКП(б) также известный как Агитпроп. В разные годы он координировал работу Совинформбюро, центральных и местных периодических изданий, Государственного комитета СССР по теле- и радиовещанию, Государственного комитета СССР по кинематографии, Всесоюзного общества «Знание», Главного управления по делам литературы и издательств. В коллегию Агитпропа входили представители отделов ЦК, Наркомпроса, Политуправления РККА и других органов. Параллельно ему было создано Главное управление политического просвещения (Главполитпросвет).
Владимир Ленин неоднократно подчёркивал значение партийной пропаганды для развития политического сознания рабочего класса, называя печатные издания «коллективным пропагандистом». К 1921 году многопартийная пресса была ликвидирована, была выстроена государственная сеть газет, изначально состоящая из 232 изданий. Ленин дал указание подконтрольной ему печати развернуть кампанию травли против Всероссийского комитета помощи голодающим (Помгол). В августе 1921 года Ленин написал письмо И. В. Сталину, в котором поручил Политбюро распустить комитет и арестовать его руководителей. Одновременно Ленин поручил организовать газетную травлю против членов комитета:
Газетам дадим директиву: завтра же начать на сотни ладов высмеивать «Кукишей»… Изо всех сил их высмеивать и травить не реже одного раза в неделю в течение двух месяцев.
Государственная сеть газет стала основным рупором агитации и пропаганды социалистических ценностей, а также инструментом партийного контроля повседневной жизни населения. Одной из основных стратегий распространения идей стало многократное их повторение: одни и те же материалы последовательно дублировались центральной, областной и районной прессой.
Пропаганда в СССР использовалась как инструмент в решении социально-экономических проблем страны, для насаждения определённых ценностей, борьбы с чуждыми обществу взглядами и идеями. Так как одной из первых задач нового руководства страны являлось просвещение населения и распространение марксистско-ленинской идеологии, одним из первых лозунгов стал «Каждый большевик — агитатор». Позднее на базе региональных школ была создана система начального политпросвещения. К примеру, за 1930—1939 годы количество таких учреждений выросло с 59 школ политграмоты сокращённого типа до 1200 кружков по изучению марксизма-ленинизма. Одновременно единые отделы пропаганды и агитации были созданы во всех горкомах и райкомах партии.
Открытость советской пропаганды и агитации объясняется верой в то, что коммунистическая идеология по определению привлекательна для народных масс. Предполагалось, что пропаганда заинтересована в «правдивом, достоверном» отражении действительности. Для лучшей организации института пропаганды в 1935 году, по инициативе Сталина, Агинтроп разделили на пять отделов: печати и издательств, партийной пропаганды и агитации, школ, науки, культурно-просветительной работы. Так, под руководством соответствующего отдела была установлена система устной пропаганды, которой постоянно занималось более 112 тысяч читающих лекции и выступающих на публике агитаторов.
Власти избегали скрытых способов, которые были распространены в капиталистических странах, и старались передать через агитацию ответы на насущные потребности общества. Например, проблему малой заинтересованности населения в здоровом образе жизни и спорте после Второй мировой войны партийное руководство стремилось решить за счёт активной агитации физической культуры и спортивных достижений. Ей была посвящена большая часть агитации в СМИ, литературе и кино. Во всех республиках были созданы секции пропаганды физической культуры, проводились Всесоюзные парады физкультурников, были восстановлены кафедры физического воспитания и спорта, обновлены учебные программы, введены обязательные занятия по физкультуре.
Кроме того, партийное руководство старалось мотивировать рабочее население за счёт популяризации опыта передовых предприятий и ударников труда. Так, в 1950—1980 годах одной из активных кампаний в СМИ стала «химизация» промышленного хозяйства. В 1957 году в передовых газетах страны частота появления терминов, связанных с этой темой, была даже выше, чем у терминов, связанных с «космической гонкой» («кибернетика» — 164 тыс., «космос» — 188 тыс. против «химизация» — 59,3 тыс., «химия» — 215 тыс.).
Важными темами советской агитации стали разъяснение партийно-государственных документов и решений руководства. Одним из основных направлений пояснительной пропаганды стал атеизм, подавление церкви и искоренение религиозности. Так как в дореволюционные годы религиозные институты тесно ассоциировалась с императорской властью, одной из основных функций большевистской пропаганды стало насаждение атеизма. В 1920—1940-х годах в стране массово издавали зарубежных анархистов, пропагандировали атеизм на региональном уровне, проводили расправы над духовенством, изымали церковное имущество. Кроме того, пропаганда использовалась для оправдания таких важных решений руководства страны, как, например, подписание пакта Риббентропа — Молотова: советские агитаторы уверяли в пользе, которую документ принесёт немецким коммунистам, а также в установлении доверительного союза с бывшим врагом.
Одной из характеристик советской пропаганды является превозношение вождя, что становилось причиной возникновения культов личности. Так, уже с 1920 года города и посёлки страны переименовывали в честь крупных общественных деятелей, в особенности Владимира Ленина. Его прославляли в стихотворениях и книгах, повсеместно возводили статуи вождя. Во времена правления Иосифа Сталина культ личности был необходим для сплочения населения вокруг единой фигуры: вождя представляли как непогрешимого руководителя и отца народа. Но после смерти Сталина партийное руководство придерживалось коллективной формы управления. Соответственно, попытки издателей представить, например, Георгия Маленкова в качестве единственного преемника власти пресекались. В 1970-х годах попытки создать культ личности Леонида Брежнева воспринимались населением негативно.

## История
К середине 1930-х годов ярко проявилась роль пропагандистской машины в укреплении сталинского режима. Пропаганда создавала культ личности Сталина. Пропаганда могла делать из бедствия подвиг, как это случилось со спасением парохода «Челюскин» в 1934 году, когда все лётчики, спасавшие челюскинцев, стали первыми Героями Советского Союза. Пропаганда максимально использовала интерес к перелёту экипажа Чкалова из Москвы на Дальний Восток в 1936 году, к перелёту экипажа Чкалова из Москвы через Северный полюс в США в 1937 году, к первой в мире советской дрейфующей полярной станции в 1937—1938 годах. Пропаганда также превозносила трудовые подвиги таких «простых людей» как Алексей Стаханов или Паша Ангелина, которые купались в лучах славы.
В 1930-е годы отмечалось появление значительного корпуса текстов, стилизованных под фольклорные произведения. В данных произведениях, например, в сказе Марфы Крюковой, фигурирует словосочетание «ясные соколы», когда речь идет об авиации и авиаторах.
Ещё более значимым для пропаганды, чем образ героев, был образ врагов. До Великой Отечественной войны советская пропаганда уподобляла происходящее в тех или иных сферах общественной жизни событиям эпохи Гражданской войны и использовала, в основном, риторику классовой борьбы. В качестве главных внешних врагов советского народа пропаганда до Великой Отечественной войны изображала «мировую буржуазию», «фашистов», а после войны — блок НАТО во главе с США.
Формы представления этих врагов были стереотипны — от черно-белых карикатурно-плакатных толстяков-капиталистов в цилиндрах и с мешком долларов в руке до дядюшки Сэма и генералов Пентагона. Их стандартными атрибутами в кино или книгах «про шпионов» были бутылка виски, толстая сигара, разговоры о потерянных из-за революции и коммунистов деньгах или планах уничтожения СССР. Во время Великой Отечественной войны главными врагами были «немецкие фашисты» и их союзники. Это стал наиболее значимый и сильный в моральном и идентификационном плане образ врага, в советской и постсоветской пропагандистской риторике гитлеровцы всегда служили и служат абсолютной мерой негативного.
В послевоенное время внешние враги, по существу, вытеснили из риторического поля прежние образы таких врагов, как белогвардейцы, кулаки, меньшевики, троцкисты. Но всё же немаловажными для пропаганды оставались и внутренние враги. В качестве таковых изображался прежде всего скрытый, сознательный вредитель, убежденный противник Советской власти, ждущий, когда она развалится, (инженер, бездарный профессор, реже — кулак, бывший помещик, пробравшийся в номенклатурные чины). Если этот персонаж не был сам до революции крупным собственником, то он — сын бывших владельцев фабрики или поместья, бывший «царский» офицер. Такое же прошлое мог иметь и диверсант или шпион, засланный в СССР, и практически всегда имел изображаемый в пропаганде коллаборационист периода Великой Отечественной войны. Все они выдвигали на первый план главного персонажа пропагандистских кампаний бдительности и борьбы с классовым врагом — «пособника врага», каждый раз утверждаемого сверху в качестве предмета соответствующей критики (подкулачник, злопыхатель, критикан, паникёр и т. п.). Главной задачей пропаганды было связать позицию такого рода персонажей с действиями наиболее агрессивных и непримиримых врагов, представить любую возможность самостоятельного рассуждения или взгляда как угрозу обществу и государству. Это открывало для пропаганды возможности всеобщей охоты на «сомневающихся» и «маловеров», «попутчиков» социалистического строительства, заставляя всех не просто демонстрировать, но и доказывать свою преданность и лояльность режиму.
Требования к морали нового человека были изложены в виде «Морального кодекса строителя коммунизма», который вошёл в тексты Третьей Программы КПСС и Устава КПСС, принятые XXII съездом КПСС (1961). Советские идеологи утверждали: «Формирование нового человека не только следствие, но и условие успешного строительства коммунизма». Важную роль в пропаганде коммунистической идеологии они отводили литературе и искусству, печати, радио, телевидению, различным формам устной пропаганды; отмечался вклад в идеологическую работу советских культурно-просветительных учреждений. Приоритетное значение отводилось «непримиримой наступательной борьбе против буржуазной и ревизионистской идеологии». Пропагандистская работа должна была воспитывать у советских людей преданность делу коммунизма, советский патриотизм, высокое сознание общественного долга, коллективизм и товарищескую взаимопомощь, честность, нравственную чистоту, простоту и скромность в общественной и личной жизни.
В середине 1950-х годов советский вариант образа внутреннего врага стал медленно уходить из общественного сознания, однако образ внешнего врага практически без изменений сохранился до середины 1980-х годов.

В условиях стагнации экономики в период застоя государственная пропаганда постепенно утратила эффективность. Такие насущные проблемы, как дефицит товаров, прирост в теневой экономике и неравномерное распределение благ не освещали в СМИ. На фоне растущего недовольства населения пропаганда социалистических подвигов выглядела неуместно и порождала анекдоты.
- Транспаранты на брандмауэрах. Ленинград, набережная Обводного канала, 1984 год
- Инсталляция в Москве, в районе Парка Горького, 1984 год
- Антивоенный антиамериканский плакат в витрине центрального почтамта. Москва, 1984 год

## Оценки
Некоторые историки считают, что главной целью советской пропаганды было создание некоего нового человека — человека, следующего принципам коллективизма, добровольно подчиняющего свои интересы интересам общества и готового принести себя в жертву на благо общества, который придерживался бы материалистического и атеистического мировоззрения и имел бы своей высшей целью достижение некоей лучшей и счастливой жизни для будущих поколений всего человечества.
Культуролог Даниил Дондурей, однако, отмечал: «Советская власть была дальновидна. Она понимала: формирование человека — это не только очевидная пропаганда, но и программирование личности при помощи культуры. Это не только „Отдай жизнь за Ленина-Сталина!“, но и „Очень важно не подставить друга“… „Да, в школе есть плохие учителя, но есть и хорошие“. Она помогала человеку осваивать противоречия реальной жизни. Лениво формировали „строителя социализма“, но одновременно… действительно „развитую личность“».
Х. Гюнтер в работе «Архетипы советской культуры» описывает процесс формирования образа советского героя, среди которых он особенно выделяет образ лётчика. Звание Героя Советского Союза было введено именно после спасения лётчиками челюскинцев, первыми носителями этого звания стали лётчики. Автор проводит классификацию и типизацию советских героев:
1. Герои Социалистического Труда (в том числе, гражданские лётчики, они относятся именно к этому типу),
2. Герои-воины,
3. Герои — политические деятели,
4. Герои-жертвы.

### Комментарии
1. ↑  Был основан в июле 1921 года в Москве; в состав комитета вошли многие видные представители дореволюционной интеллигенции. Почётным председателем ВКПГ был избран В. Г. Короленко, а в его руководство входили С. Н. Прокопович, Е. Д. Кускова, Н. М. Кишкин, Ф. А. Головин, H. Н. Кутлер, М. В. Сабашников и другие известные общественные деятели[3]. Большевики дали комитету ироническое прозвище «Прокукиш» (по первым слогам фамилий организаторов)